# Elwetritsch
El Elwetritsch (también llamado Elwedritsch o Ilwedritsch, entre otros términos con los que se lo designa; en plural conocido como Elwetritsche o Elwetritschen y de nombre binomial pseudocientífico Bestia palatinensis) es una criatura mítica parecida a un ave que según algunos testimonios ha sido avistada en el suroeste de Alemania, especialmente en el Palatinado Renano. El Elwetritsch es el equivalente local de las criaturas míticas de otras regiones (p. ej., el bávaro Wolpertinger o el Rasselbock de Turingia).
El Elwedritschen había sido olvidado por un tiempo, hasta que un caballero de apellido Espenschied los «redescubrió». Empezó a organizar «grupos de caza» que eran de hecho bromas inofensivas. A uno de los reyes bávaros le fue servido unas pequeñas aves de cena, las cuales él declaró eran Elwetritsche (en realidad eran codornices).

## Aspecto, origen y descendientes

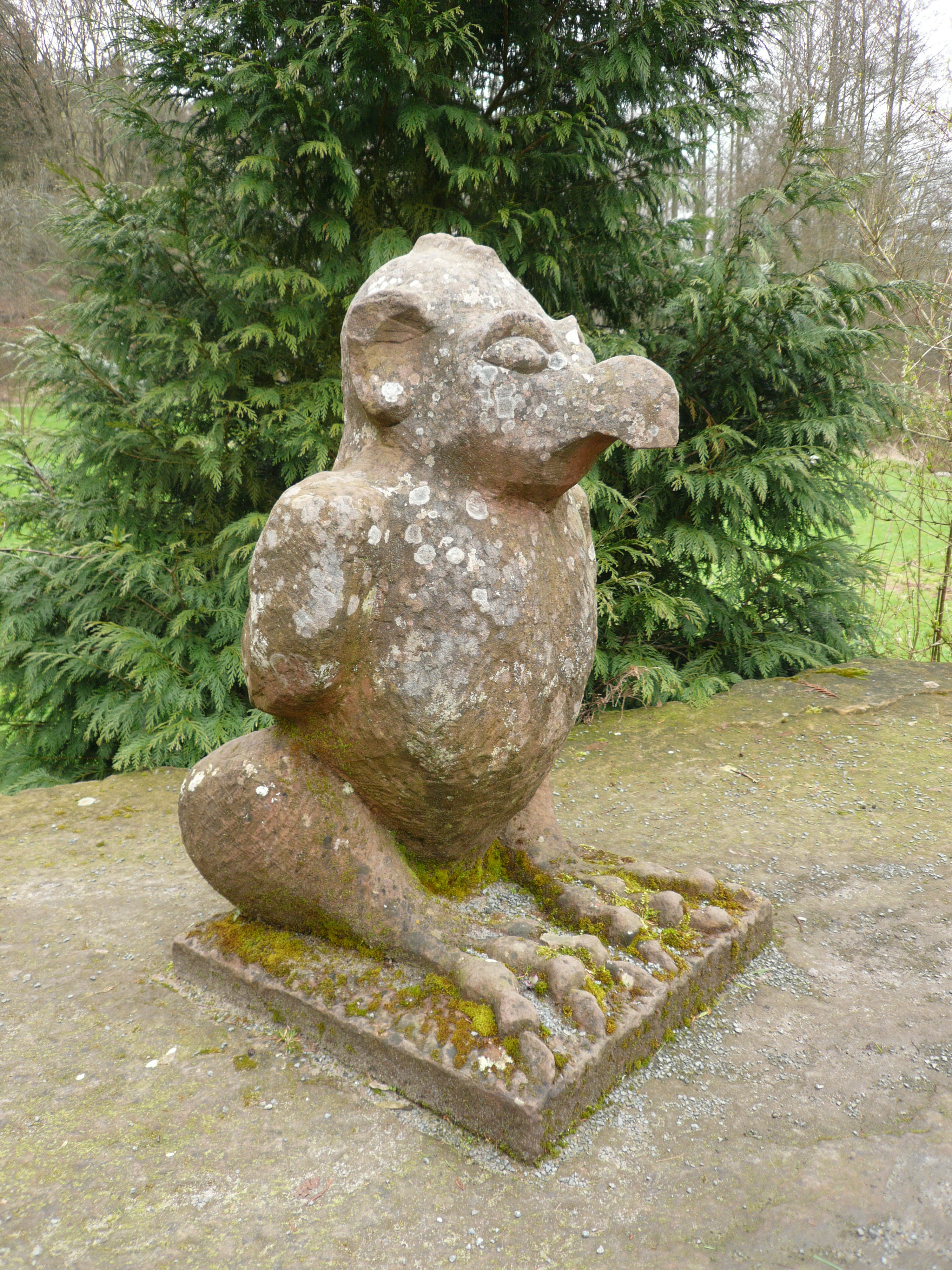
Escultura de un Elwetritsch macho

El Elwedritsch es una criatura ficticia que presuntamente habita el Palatinado de Alemania. Se lo describe habitualmente como parecido a un pollo con astas, pero teniendo escamas en vez de plumas. También se dice que sus alas son inútiles y que por eso vive principalmente en el sotobosque, bajo lianas. En ocasiones se lo describe también con un pico muy largo. En la segunda mitad del siglo XX, los artistas retrataban al Elwetritschen hembra con pechos. El Elwetritschen presuntamente se originaba de cruzar pollos, patos y gansos con criaturas de origen mítico como duendes y elfos. Siendo un ave, naturalmente pone huevos que debido a que desciende de espíritus de bosque, crecen durante la época de apareamiento. Los huevos son de distintos tamaños y están representados artísticamente en el Elwetritschenbrunnen en Neustadt an der Weinstraße.

## Distribución geográfica
El área por la que se extienden los cuentos del Elwetritsch va desde el bosque del Palatinado en el oeste de Alemania a través de la llanura del Rhin hasta el sur de Odenwald. La criatura también aparece en el norte de Baden-Württemberg. En Meno-Tauber, se la conoce como “Ilwedridsche” y a los niños se les dice que durante la noche la criatura duerme en las copas de los árboles de sauce del río Tauber. En Neustadt an der Weinstraße, que se dice es la “capital” de los Elwetritsches, hay una fuente con un Elwetritsche, creada por Gernot Rumpf. Otras fuentes consideran Dahn en el suroeste del Palatinado, la cual también tiene una fuente con un Elwetritsche, Erfweiler u otros pueblos como capitales secretas de estas criaturas.

### Pensilvania
En la Pensilvania holandesa, el Elwetritsch es conocido como el Elbedritsch. En la Pensilvania holandesa están convencidos de que las personas del Palatinado —su grupo más grande de antepasados— se llevaron algunos “Elbedritschelcher” (una ortografía alternativa de la forma plural) con ellos, “so ass sie kenn Heemweh grigge deede” (para no sentirse nostálgicos). Historias del Elbedritsche también han sido documentada en las comunidades Amish. El boletín de la Sociedad Alemana de Pensilvania es Es Elbedritsch.

## Caza

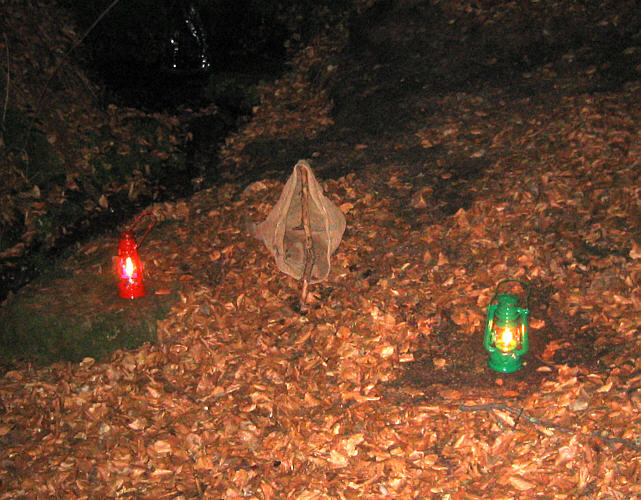
Trampa iluminada para una caza nocturna

La idea es muy similar a la de la caza del gamusino. El Elwetritsch es presuntamente muy tímido, pero también muy curioso. Un grupo de caza consta de un "Fänger" (colector), equipado con un saco grande y una linterna, y los "Treiber" (golpeadores). El colector se dirige al bosque donde el Elwetritsch supuestamente vive, instruido para esperar en un claro con su saco y linterna, mientras que los golpeadores presuntamente van y hacen salir al Elwetritsch. La luz de la linterna se dice atraerá a la criatura curiosa, así que cuando vaya a investigar será atrapado por el colector. Mientras espera, todo el mundo vuelve a la taberna o donde sea que se formó el grupo, para esperar al colector cuando se dé cuenta de que ha sido engañado.
Al igual que con el jackalope, se piensa que el Elwetritsch ha sido inspirado en avistamientos de conejos salvajes infectados con virus de papiloma de Shope, el cual causa el crecimiento de tumores parecidos a astas en varios sitios, incluyendo la cabeza.

## Tradiciones
Hay clubes en varias ciudades del Palatinado y ciudades que promueve el mito del Elwetritschen. El Elwetrittche-Club en Landau Archivado el 15 de marzo de 2012 en Wayback Machine., formado en 1982, es el club más viejo. Un club de square dance de la misma ciudad llama a su baile especial anual el "Landauer Elwetrittsche-Jagd" (Caza del Elwetrittche Landiana). Hay también un Academia de Elwetritsche en Pirmasens, una universidad para "Tritscología" en Dahn y una exposición con figuras de la mítica criatura en el zoológico de Landau así como en el zoológico de Kaiserslautern.

## Monumentos al Elwetritsch
Hay varios monumentos en el Palatinado:
- Dahn:
  - Fuente del Elwetritsche
  - Sendero educativo del Elwetritsche
  - Ruta de senderismo del Elwetritsche
  - Monumento en el parque municipal del Elwetritsche
  - Varios clubes de carnaval usan al Elwetritsche como mascota

- Neustadt an der Weinstraße:
  - Fuente del Elwetritsche (ilustración)
- Winnweiler:
  - Una cervecería local en Bischoff utiliza al Elwetritsche como mascota